# Алдаданов, Борис Евграфович
Алдаданов Борис Евграфович (30 апреля 1890, Владивосток, Российская империя — 22 июля 1938, Красноярск, СССР) — советский экономист, финансист, начальник валютного фонда Наркомата финансов СССР, организатор золотодобывающей промышленности Красноярского края, директор комбината «Минусазолото», кавалер ордена Ленина.

## Биография
Родился 30 апреля 1890 года во Владивостоке в семье начальника телеграфной станции, коллежского советника, позже генерала. Окончил с медалью гимназию в Полтаве в 1910 году и поступил на экономическое отделение Санкт-Петербургского политехнического института. Окончил институт в 1917 году.
С 1921 года — член РКП(б). С 1923 по 1929 годы работал в Москве в Наркомфине начальником валютного фонда. Его подпись стоит на первых советских деньгах.
С 1932 года проживал в деревне Ольховка Артемовского района Красноярского края. Директор комбината «Минусазолото». За время его руководства добыча золота на приисках Красноярского края увеличилась на 272 (двести семьдесят два) процента. Доля добываемого в Красноярском крае золота к этому времени составила третью часть всей добычи Советского Союза. За выдающиеся успехи в организации золотодобывающей промышленности Б. Е. Алдаданов был премирован Наркоматом личным автомобилем, а затем, согласно постановлению ЦИК СССР от 22 марта 1935 года, он был награждён высшим орденом Советского Союза — орденом Ленина. Один из параходов, ходивших в 30-е годы по реке Туба до Минусинска и Абакана был назван «Борис Алдаданов».
Несмотря на все выдающиеся достижения в столь важной для станы отрасли, как золотодобыча, 22.11.1936 года Борис Евграфович Алдаданов бал арестован и обвинен в том, что "создал на комбинате «Минусазолото» и на Саралинских приисках контр-революционную, диверсионно-вредительскою и террористическою группу, занимавшуюся диверсионной и вредительской деятельностью, направленной на разрушение рудников и срыв добычи золота". Приговорен (ВК ВС СССР по ст. 58-7, 16-58-8,11) к высшей мере наказания. Приговор был приведен в исполнение в тот же день.
13 октября 1956 года определением Военной коллегии Верховного Суда СССР этот приговор был отменен и дело прекращено за отсутствием состава преступления, а Б. Е. Алдаданов посмертно реабилитирован.